# Конденсин

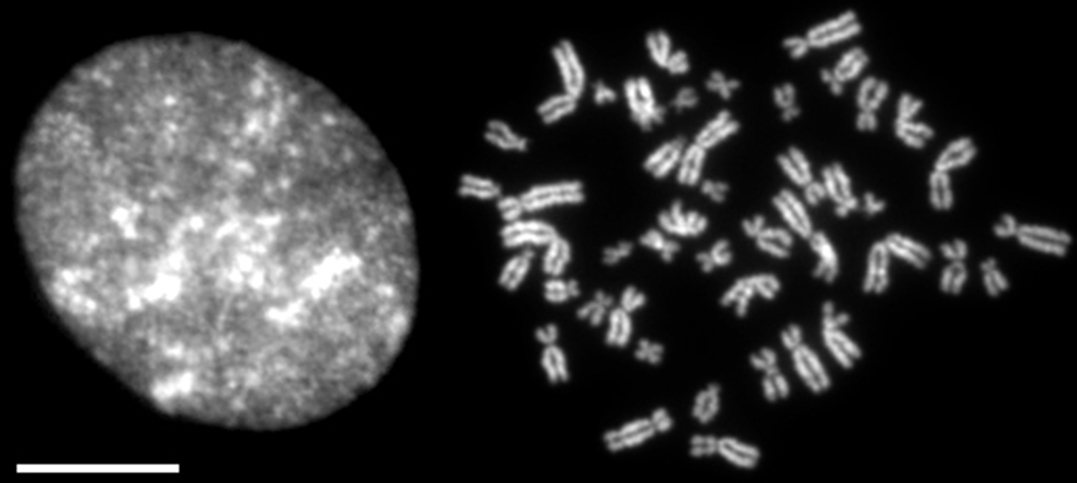
Интерфазное ядро (слева) и набор митотических хромосом (справа) из культуры клеток человека. Штрих = 10 мкм.

Конденсины — большие белковые комплексы, которые играют главную роль в расхождении хромосом во время митоза и мейоза.

## Субъединичный состав

### Эукариотические конденсины

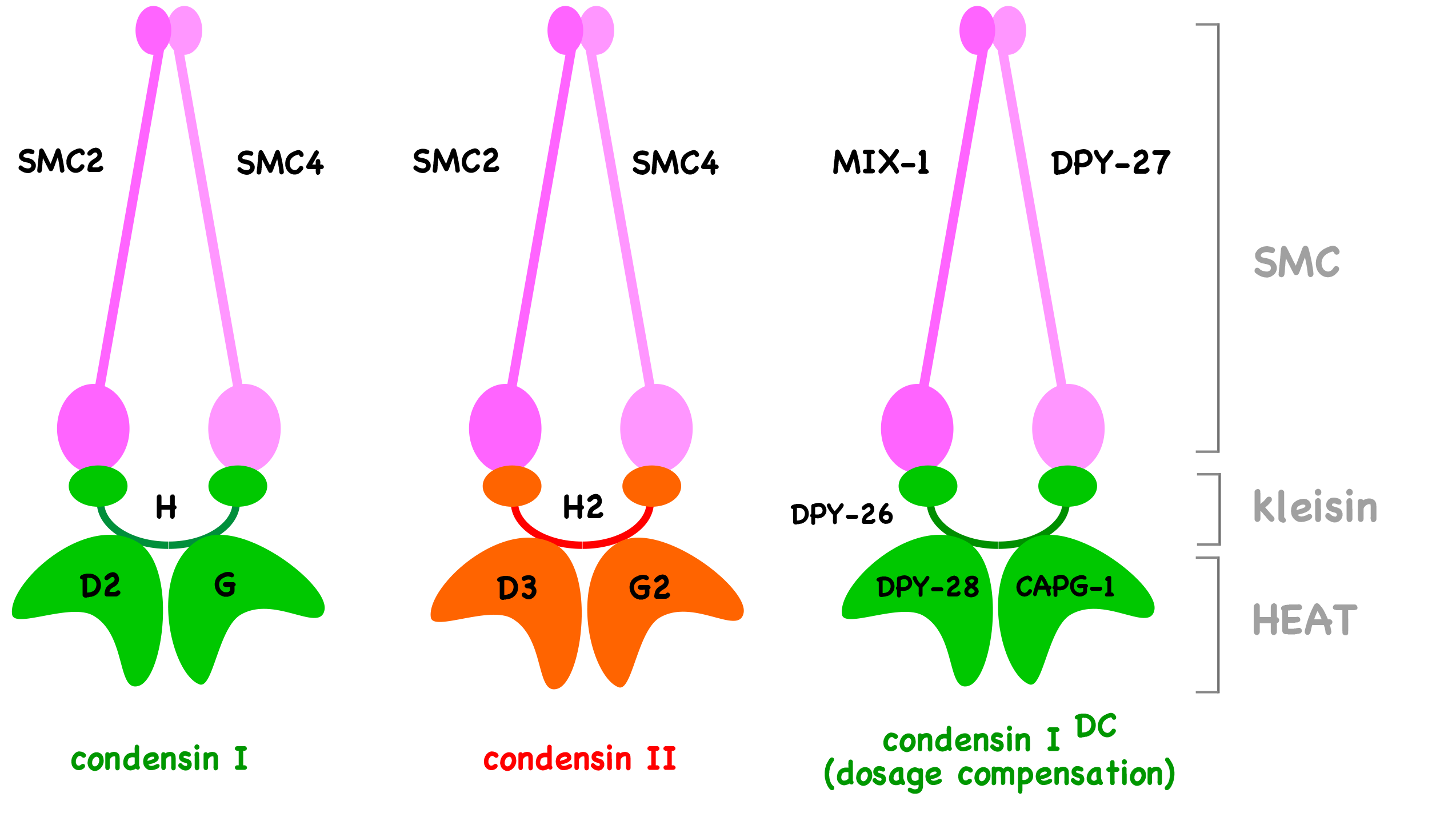
Субъединичный состав комплексов конденсина

Большинство эукариотических клеток имеют два вида конденсиновых комплексов, которые называются конденсин I и конденсин II. Каждый из них состоит из пяти субъединиц. Конденсины I и II имеют общую пару субъединиц, SMC2 и SMC4, которые принадлежат к большому семейству хромосомных АТФаз, известному как SMC-белки (англ. Structural Maintenance of Chromosomes). Каждый из этих комплексов содержит определённый набор регуляторных субъединиц (кляйзиновую субъединицу и пару субъединиц с HEAT-повторами). У нематоды Caenorhabditis elegans есть третий конденсиновый комплекс (родственный конденсину I), который участвует в дозовой компенсации. Этот комплекс называется конденсин IDC, и в нём субъединица SMC4 заменена на схожий белок DPY-27.
| Комплекс         | Субъединица | Класс   | S. cerevisiae | S. pombe | C. elegans | D. melanogaster | Позвоночные (гены человека) |
| ---------------- | ----------- | ------- | ------------- | -------- | ---------- | --------------- | --------------------------- |
| конденсин I и II | SMC2        | АТФаза  | Smc2          | Cut14    | MIX-1      | DmSmc2          | CAP-E (SMC2)                |
| конденсин I и II | SMC4        | АТФаза  | Smc4          | Cut3     | SMC-4      | DmSmc4          | CAP-C (SMC4)                |
| конденсин I      | CAP-D2      | HEAT    | Ycs4          | Cnd1     | DPY-28     | CG1911          | CAP-D2 (NCAPD2)             |
| конденсин I      | CAP-G       | HEAT    | Ycg1          | Cnd3     | CAP-G1     | cap-g           | CAP-G (NCAPG)               |
| конденсин I      | CAP-H       | kleisin | Brn1          | Cnd2     | DPY-26     | barren          | CAP-H (NCAPH)               |
| конденсин II     | CAP-D3      | HEAT    | -             | -        | HCP-6      | CG31989         | CAP-D3 (NCAPD3)             |
| конденсин II     | CAP-G2      | HEAT    | -             | -        | CAP-G2     | -?              | CAP-G2 (NCAPG2)             |
| конденсин II     | CAP-H2      | kleisin | -             | -        | KLE-2      | CG14685         | CAP-H2 (NCAPH2)             |
| конденсин IDC    | DPY-27      | АТФаза  | -             | -        | DPY-27     | -               | -                           |

Структура и функции конденсина I неизменны от дрожжей к человеку, но у дрожжей нет конденсина II. По всей видимости нет никакой связи между наличием у эукариотического организма конденсина II и размером его генома. Напротив, у примитивной красной водоросли Cyanidioschyzon merolae есть конденсины I и II, хотя размер её генома мал даже по сравнению с дрожжами.

### Прокариотические конденсины
У прокариот есть конденсин-подобные комплексы, которые также обеспечивают организацию и расхождение хромосом. Прокариотические конденсины можно разделить на два типа: SMC-ScpAB и MukBEF. У большинства видов эубактерий и архей присутствуют конденсины SMC-ScpAB, а у γ-протеобактерий — MukBEF.
| Комплекс  | Субъединица | Классификация | B. subtilis | Caulobacter | E.coli |
| --------- | ----------- | ------------- | ----------- | ----------- | ------ |
| SMC-ScpAB | SMC         | АТФаза        | SMC/BsSMC   | SMC         | -      |
| SMC-ScpAB | ScpA        | kleisin       | ScpA        | ScpA        | -      |
| SMC-ScpAB | ScpB        | winged-helix  | ScpB        | ScpB        | -      |
| MukBEF    | MukB        | АТФаза        | -           | -           | MukB   |
| MukBEF    | MukE        | ?             | -           | -           | MukE   |
| MukBEF    | MukF        | kleisin       | -           | -           | MukF   |

## Механизм действия
Одиночное конденсиновое кольцо окружает два участка двухцепочечной ДНК, а затем замыкается при помощи дополнительных не SMC субъединиц. Таким образом эти белки обеспечивают конденсацию хроматина, образование петель и правильную укладку ДНК в хроматиде.

### Активность
Очищенный конденсин I использует энергию АТФ, чтобы создавать положительные супервитки ДНК. Он проявляет ДНК-зависимую АТФазную активность in vitro. Димер SMC2-SMC4 способен ренатурировать комплементарную одноцепочечную ДНК. Для этой активности ему не требуется АТФ.

### Структура
Димеры SMC, которые являются центральными субъединицами конденсинов, имеют уникальную V-образную форму. Такую форму удалось определить у конденсина I с помощью электронной микроскопии.

## Функции в митозе

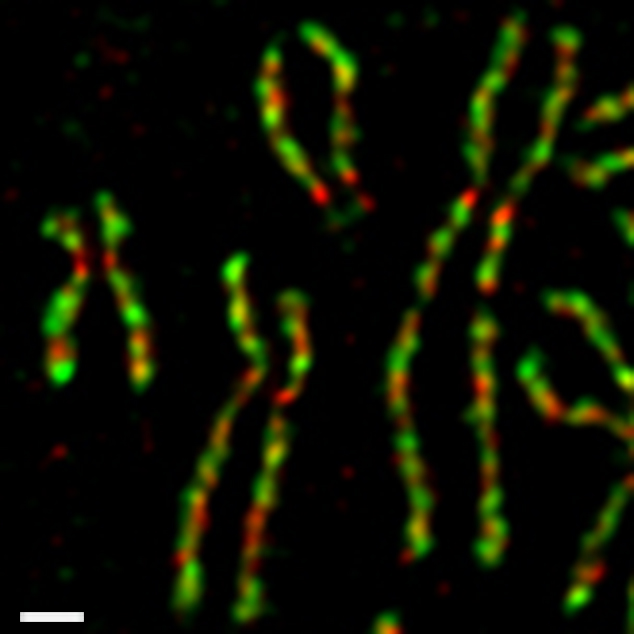
Распределение конденсина I (зелёный) и конденсина II (красный) в метафазных хромосомах человека. Штрих = 1 мкм.

В культивируемых клетках человека конденсиновые комплексы I и II неодинаково ведут себя в процессе прохождения клеточного цикла. В течение интерфазы конденсин II находится в ядре и принимает участие в начальных стадиях конденсации хромосом во время профазы. Конденсин I, напротив, в течение интерфазы находится в  цитоплазме, попадает к хромосомам только после исчезновения ядерной оболочки в конце профазы. В течение прометафазы и  метафазы, оба конденсина участвуют в конденсации хромосом, в результате которой сестринские хроматиды полностью оформляются. Оба комплекса, по-видимому, остаются связанными с хромосомами даже после расхождения сестринских хроматид в анафазе. По крайней мере, одна субъединица конденсина I напрямую взаимодействует с циклин-зависимой киназой (Cdk).

## Другие функции
Недавние исследования показали, что конденсины участвуют в широком спектре процессов, происходящих в хромосомах вне митоза и мейоза. У почкующихся дрожжей, например, конденсин I (единственный конденсин этого организма) помогает в регуляции числа копий тандемных повторов рибосомной ДНК, а также в кластеризации генов тРНК. У дрозофилы субъединицы конденсина II участвуют в растворении политенных хромосом и формировании хромосомной территории в питающих клетках. Также существуют доказательства, что они осуществляют негативную регуляцию при генетической трансвекции диплоидных клеток. У A. thaliana конденсин II необходим для формирования устойчивости растения к бору, возможно, он предотвращает повреждение ДНК. Было показано, что в клетках человека конденсин II инициирует события, связанные с расхождением сестринских хроматид в митозе, уже во время S-фазы митотического цикла.

## Родственные белки
В клетках эукариот есть два дополнительных класса комплексов из SMC-белков, это когезины, которые содержат SMC1 и SMC3 и участвуют в связывании сестринских хроматид, а также комплекс SMC5/6, который содержит SMC5 и SMC6, он участвует в рекомбинационной репарации.

## Внешние ссылки
- MeSH condensin